# ローム・ワコー
ローム・ワコー株式会社（ROHM Wako Co.,Ltd.）は、岡山県笠岡市に本社を置くローム株式会社のグループ会社の電子部品メーカーである。

## 沿革

### 年表
- 1966年（昭和41年）：ワコー電器株式会社を設立 （資本金2,000万円）。
- 1970年（昭和45年）：本社の隣接地に本社第二工場を建設。
- 1984年（昭和59年）：本社第一工場、第二工場を増設。
- 1986年（昭和61年）：里庄工場を購入。
- 1987年（昭和62年）：本社第二工場を増設。
- 1996年（平成8年）：関係会社としてローム・ワコーデバイス株式会社を設立。
- 1998年（平成10年）：本社第一工場を増設。
- 2000年（平成12年）：ワコー電器株式会社からローム・ワコー株式会社に社名変更。
- 2011年（平成23年）：ローム・ワコーデバイス株式会社を吸収合併。
- 2015年（平成27年）6月13日：マレーシアのケランタン州コタバルの工場で新棟の起工式[2]。
- 2024年（令和6年）7月23日：本社にショールームや社員食堂、多目的スペースなどを備えた「厚生棟」が完成し、竣工式[3][4]。